# Molins de l'Esparrica
Els Molins de l'Esparrica és un conjunt d'edificis del municipi de les Valls d'Aguilar (Alt Urgell) protegit com a bé cultural d'interès local.

## Descripció
El conjunt d'antigues construccions conegut amb el nom de molins fariners de l'Esparrica està format per les restes de tres edificis i de les estructures necessàries d'acumulació i de conducció de l'aigua per fer moure els mecanismes d'aquestes instal·lacions.

### Edifici més gran
L'edifici de majors dimensions i el que es troba en millors condicions de conservació correspon al molí fariner que funcionà en temps més recents. És un edifici de dues plantes, originàriament cobert amb un llosat, actualment ensorrat, i amb els paraments amb grans pedres sense desbastar, molt irregulars, unides amb morter de calç. La planta inferior es destinava a la molta de cereal i la superior, possiblement, era habitatges del moliner i de la seva família.
Externament, els paraments no presenten cap mena d'articulació llevat d'un seguit de petites i escasses obertures -portes i finestres- amb marc de fusta, així com d'un carcavà de perfil semicircular per on desguassava l'aigua que feia funcionar el molí. L'interior de l'edifici es troba actualment ensorrat, tant la coberta com el trebol que separava les dues plantes. Amb tot, els murs principals conserven encara una notable solidesa. La runa acumulada a l'interior fa difícil la localització d'elements vinculats amb l'antiga activitat del molí, tot i que s'ha localitzat una mola mig enterrada al costat de l'edifici.

### Altres edificis
Les altres dues construccions corresponen a un petit estable, de dimensions menors i en pitjors condicions que l'edifici anterior, d'una sola planta i amb coberta originàriament de llosa, i les restes d'un molí fariner més antic, del qual només en resten les bases dels antics murs. Junt amb aquests tres edificis hi ha la bassa del molí, situada en un pla superior i amb almenys un mur de contenció d'obra, i les conduccions de l'aigua, mig soterrades pels desplaçaments de terres i per la vegetació, que amaga bona part del conjunt, amenaça les estructures i dificulta enormement els accessos.

## Història
Gairebé no es coneixen dades històriques d'aquests molins. Només s'ha localitzat l'existència d'un mas anomenat de l'Esparrica en terme de la Guàrdia d'Ares l'any 1860. La memòria oral recull que els molins de l'Esparrica molien el gra de tot el terme de la Guàrdia, fet remarcable tenint en compte la distància des del cap del municipi.